# Iracema Meireles
Iracema Furtado Soares de Meireles (Recife, 17 de março de 1907 - Rio de Janeiro, 9 de março de 1982)  foi uma educadora brasileira.
Desenvolveu o método de alfabetização "Casinha Feliz" durante a década de 50 . Esta metodologia continua sendo aplicada em diversas escolas públicas e particulares e prega a aprendizagem em sala de aula por meio de jogos, permitindo que as crianças exerçam a criatividade e a livre expressão . A base utilizada é o método fônico, associando a forma da letra a uma personagem o qual, por sua vez, representava determinado som.

## Obras
- A Casinha Feliz - Editora: EDC - Editora Didática e Científica - ISBN: 9788571901049

- É Tempo de Aprender - Editora Record - ISBN: 8501290157

- Novas Histórias da Vovó Marieta -  Editora Record - ISBN: 9788501047168